# Hadena claripennis
Hadena claripennis là một loài bướm đêm trong họ Noctuidae.